# Albert Ritter (Schausteller)

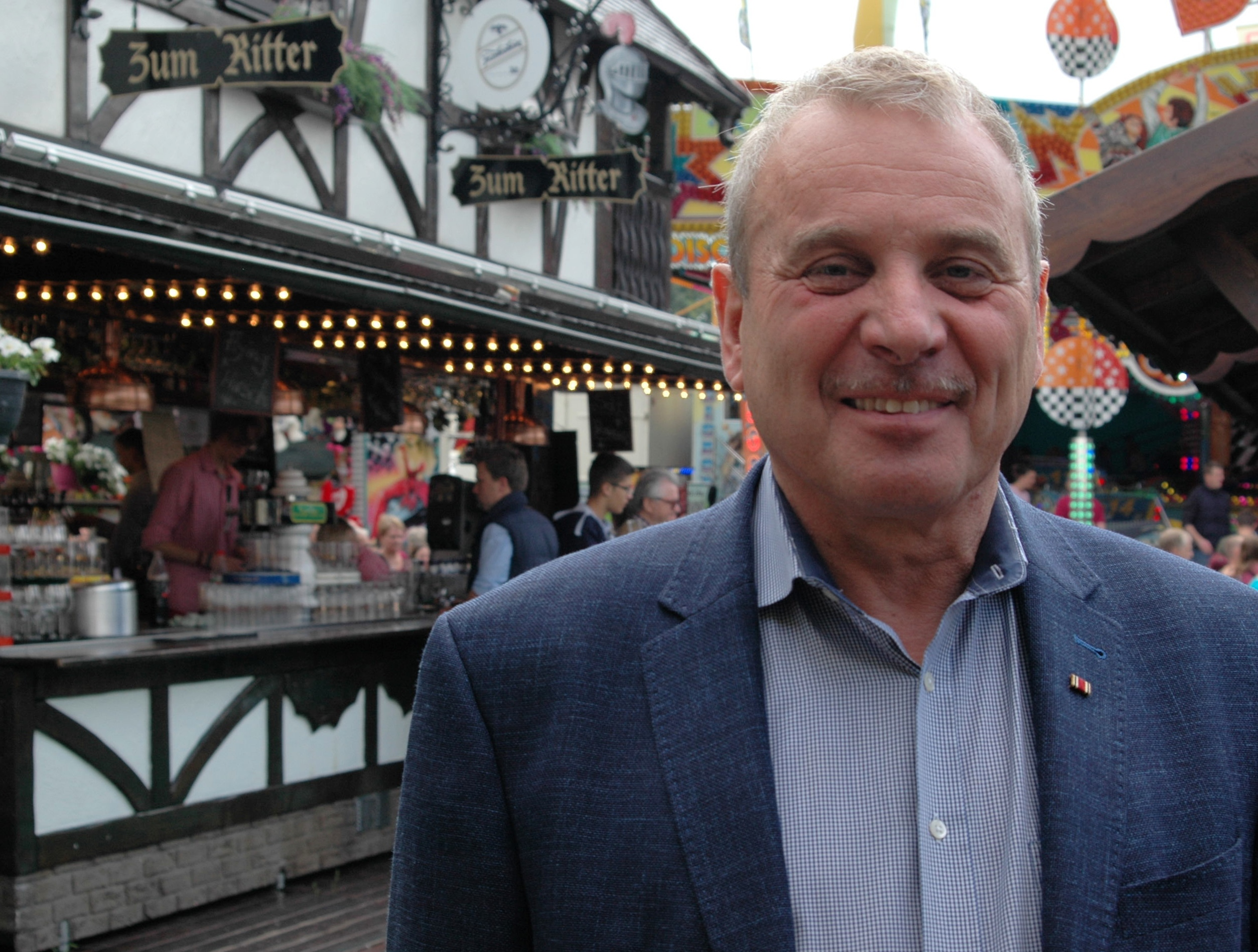
Albert Ritter auf der Cranger Kirmes (2017)

Albert Ritter (* 2. Juli 1953 in Hannover) ist ein deutscher Schausteller und Präsident der Europäischen Schausteller-Union (ESU) und des Deutschen Schaustellerbundes (DSB).

## Leben
Albert Ritter wurde als Sohn einer traditionsreichen Berliner Schaustellerfamilie auf dem Schützenfest Hannover geboren und gehört heute der sechsten Generation an. 2003 wurde er zum 8. Präsidenten des Deutschen Schaustellerbundes (DSB) gewählt. Dem folgte 2006 die Wahl zum Präsidenten der Europäischen Schausteller-Union (ESU). Zudem ist Ritter Vorsitzender des Schaustellerverbands Essen/Ruhrgebiet (seit 1986), der Arbeitsgemeinschaft der Schaustellerverbände in Nordrhein-Westfalen (seit 1988) und 1. Prinzipal der Historischen Gesellschaft Deutscher Schausteller (seit 2003). Er setzt sich nicht nur in seiner Wahlheimat Essen engagiert für das Schaustellergewerbe ein.

## Politik
Ritter ist Mitglied der SPD. Am 19. März 2009 wurde er vom Nordrhein-Westfälischen Landtag zum ordentlichen Mitglied der 13. Bundesversammlung gewählt. Damit durfte an der Wahl des Deutschen Bundespräsidenten im Jahr 2009 teilnehmen.
Bei der Bundestagswahl 2025 kandidiert Ritter im Bundestagswahlkreis Essen III.

## Auszeichnungen
Im Jahr 2012 wurde er mit dem Verdienstorden der Bundesrepublik Deutschland sowie 2018 mit dem Verdienstorden des Landes Nordrhein-Westfalen ausgezeichnet. 
Der Verein Pro Ruhrgebiet hat Ritter 2016 den Ehrentitel Bürger des Ruhrgebiets verliehen.